# Spherillo velutinus
Spherillo velutinus is een pissebed uit de familie Armadillidae. De wetenschappelijke naam van de soort is voor het eerst geldig gepubliceerd in 1908 door Adrien Dollfus.